# Park Leeuwenbergh
Park Leeuwenbergh is een wijkje in de Nederlandse gemeente Leidschendam-Voorburg. Hoewel de wijk bij de vroegere gemeente Leidschendam hoorde ligt de wijk 4 km verwijderd van de overige bebouwing van Leidschendam en werd dan ook gezien als een aparte nederzetting. De wijk ligt aan de Vliet, tegenover Voorburg-West.
Park Leeuwenbergh dankt zijn naam aan de buitenplaats Leeuwenbergh, die rond 1640 werd gesticht door Lenaert Kettingh, lid van de toenmalige Haagse vroedschap. Huize Leeuwenbergh heeft sinds 1925 de naam Dorrepaal. Hier is een instelling gevestigd voor mensen met een verstandelijke beperking. Achter Huize Leeuwenbergh is een villawijkje gebouwd. Park Leeuwenbergh ligt in de groene bufferzone tussen de Vliet en de A4. Deze bufferzone is grotendeels door Den Haag geannexeerd.

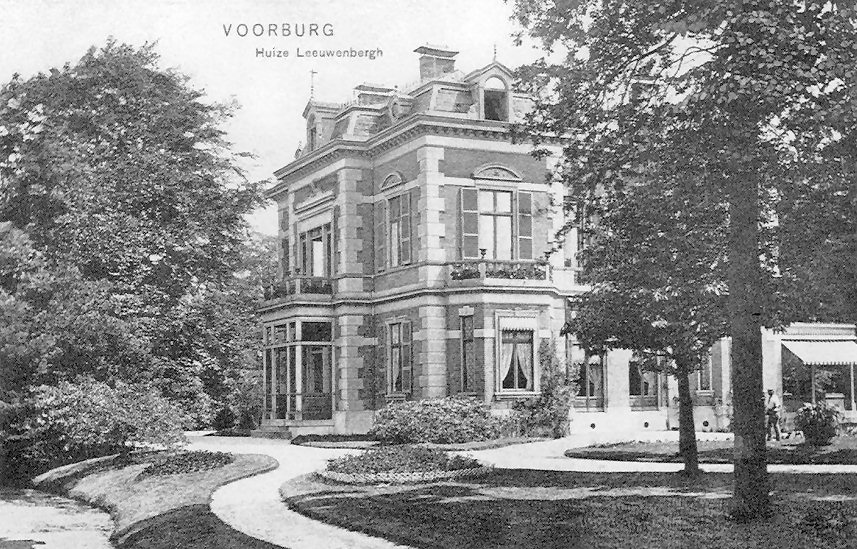
De buitenplaats Leeuwenbergh in 1907